# アルタ出版
アルタ出版株式会社（あるたしゅっぱん）は、日本の出版社。
主に医学・精神医学など医療分野の専門書を出版。